# پهلو نقره‌ای

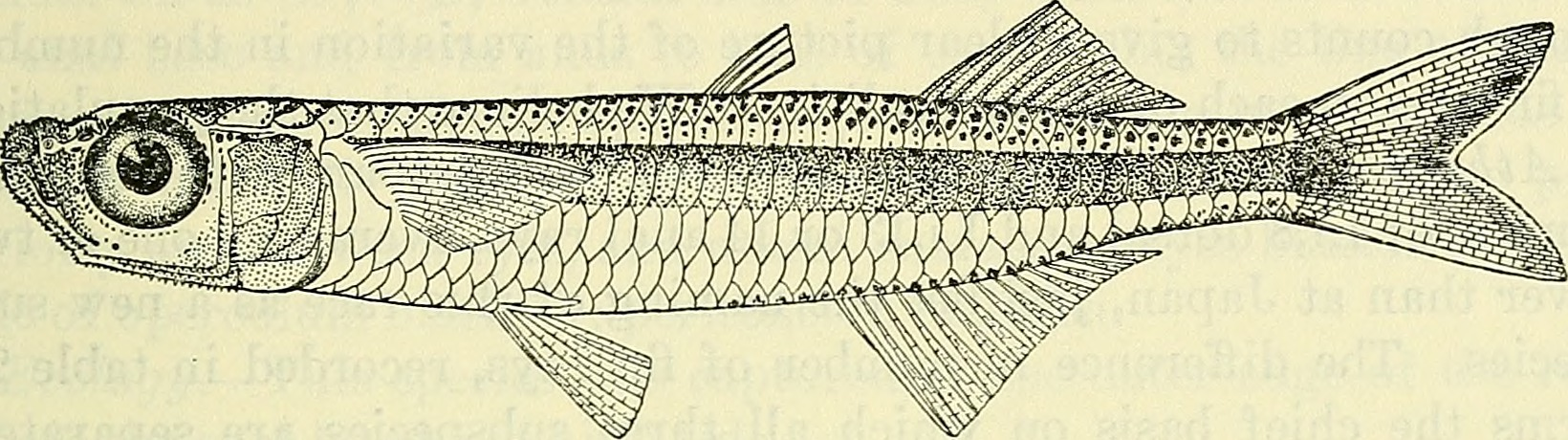
تصویر نقاشی ماهی پهلو نقره ای

پهلو نقره‌ای (نام علمی: Atherion) نام یک سرده از خانواده شیشه‌ماهیان است.